# 21 km (obwód królewiecki)
21 km (ros. 21 км) – przystanek kolejowy w pobliżu miejscowości Moskowskoje, w rejonie bagrationowskim, w obwodzie królewieckim, w Rosji. Położony jest na linii Królewiec – Bagrationowsk.